# تلاوک
تلاوک، روستایی است از توابع بخش دودانگه شهرستان ساری در استان مازندران ایران.

## وجه تسمیه
دربارهٔ ریشه‌شناسی نام این روستا برخی گفته‌اند چون این روستا در گذشته (به‌دلیل ارتفاع زیاد) از مشکل کم‌آبی رنج می‌برده و آب آشامیدنی مناسب نداشته و تنها یک چاه داشت که آب آن نیز به تلخی می‌زد و ناگوار بود، نام این روستا را تلاوک یا تلوک (به‌معنای تلخ‌آب) نهاده‌اند. البته پیداست که چنین ریشه‌یابی هرگز بنیاد علمی سنجیده‌ای ندارد و تنها بر ریشه‌شناسی عامه استوار است.

## جمعیت
این روستا در دهستان فریم قرار داشته و براساس آخرین سرشماری مرکز آمار ایران که در سال ۱۳۸۵ صورت گرفته، جمعیت آن ۲۰۷نفر (۶۷خانوار) بوده‌است.